# Emden (1925)
Emden – niemiecki krążownik lekki z okresu międzywojennego i II wojny światowej, jedyny okręt swojego typu, w służbie w latach 1925–1945. Był pierwszym krążownikiem i zarazem pierwszym większym okrętem zbudowanym w Niemczech dla marynarki wojennej Reichsmarine po I wojnie światowej, stanowiąc rozwinięcie ostatnich niemieckich projektów z czasu poprzedniej wojny. Nazwę tę nosiły wcześniej dwa inne krążowniki niemieckie z okresu I wojny światowej.
W okresie międzywojennym był wykorzystywany jako krążownik szkolny, odbywając dziewięć dalekich rejsów, w tym dwa dookoła świata, szkoląc przyszłe kadry Kriegsmarine i prezentując banderę niemiecką na świecie. Podczas II wojny światowej na ogół służył do szkolenia na Bałtyku, poza tym był wykorzystywany bojowo w kampanii norweskiej i ataku na ZSRR oraz do stawiania min. Nie miał starć z większymi okrętami wroga. W 1945 roku uszkodzony w Kilonii przez lotnictwo, został samozatopiony pod koniec wojny.
Uzbrojenie główne stanowiło osiem pojedynczych dział kalibru 15 cm (149 mm). Wyporność standardowa krążownika wynosiła 5600 ts, a długość 155 m. Napęd stanowiły turbiny parowe, pozwalające na osiągnięcie prędkości maksymalnej ponad 29 węzłów.

## Projektowanie i budowa
Postanowienia traktatu wersalskiego, nakładające ograniczenia na rozwój niemieckiej armii po I wojnie światowej, zezwalały Niemcom na posiadanie jedynie sześciu krążowników, o maksymalnej wyporności 6000 t każdy i kalibrze dział do 150 mm. Jednocześnie zwycięskie mocarstwa pozostawiły Niemcom tylko osiem małych i przestarzałych krążowników pancernopokładowych z początku stulecia (w tym dwa w rezerwie), odbierając nowsze krążowniki lekkie. Nowe jednostki można było budować tylko na wymianę starych po upływie 20 lat od ich wejścia do służby. Już na początku lat 20. podjęto więc w Niemczech budowę pierwszego nowego krążownika lekkiego na zamianę najstarszego „Niobe” z 1900 roku. Na skutek wyjątkowo trudnej sytuacji ekonomicznej po wojnie i braku czasu nie prowadzono jednak początkowo prac projektowych nad całkowicie nowym typem, lecz konstrukcja nowego okrętu została oparta na ulepszonym projekcie ostatnich krążowników lekkich okresu wojny typu Cöln. Główne różnice stanowiły nadbudówki, zmniejszona do dwóch liczba kominów i ulepszone rozmieszczenie artylerii. Wyporność konstrukcyjna okrętu wprawdzie wynosiła 6056 ton, lecz dzięki przyjęciu w 1922 roku na konferencji waszyngtońskiej do porównywania okrętów miary wyporności standardowej, ustalono ją dla nowego krążownika na 5600 ts (długich ton), przez co była nawet nieco niższa od dopuszczalnej. W marcu 1921 roku Reichstag wyasygnował środki na budowę krążownika i 7 kwietnia 1921 roku marynarka podpisała umowę ze stocznią. Wybór stoczni państwowej został dokonany w celu podreperowania ekonomii po wojnie i utrzymania zatrudnienia wykwalifikowanych robotników.

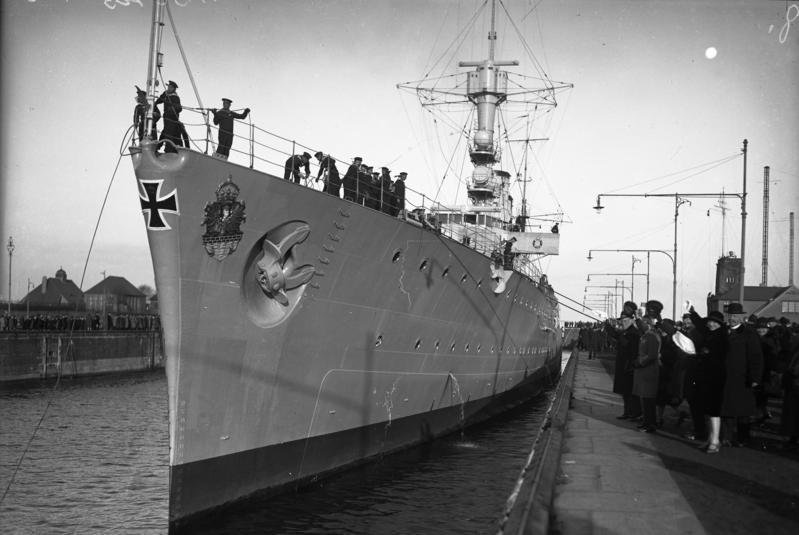
„Emden” od dziobu, 1928 rok

Stępkę pod budowę nowego okrętu położono 8 grudnia 1921 roku w stoczni Marynarki (Marinewerft) w Wilhelmshaven, jako setnej jednostki tam budowanej. Budowę prowadzono pod tymczasowym oznaczeniem: krążownik „A” (Kreuzer A) lub Ersatz Niobe (zamiennik „Niobe”). Etap budowy na pochylni znacznie się przeciągnął się z uwagi na kryzys ekonomiczny w Republice Weimarskiej i powojenne rozstrojenie gospodarki, w połączeniu z francuską okupacją Zagłębia Ruhry, utrudniającą dostawy z zakładów stalowych Kruppa. Uroczyste wodowanie i nadanie nazwy nastąpiło 7 stycznia 1925 roku. Okręt otrzymał nazwę pochodzącą od miasta Emden po krążowniku „Emden”, który odznaczył się na początku I wojny światowej, i drugim krążowniku z końca wojny. Matką chrzestną była wdowa po niedawno zmarłym dowódcy pierwszego „Emdena”, Jutta von Müller. Krążownik otrzymał również na dziobie emblemat Krzyża Żelaznego, którym został odznaczony pierwszy „Emden”. Prace wyposażeniowe trwały już szybciej i krążownik wszedł do służby w Reichsmarine 15 października 1925 roku.
Krążownik „Emden” był okrętem udanym; choć odpowiadał konstrukcyjnie standardom I wojny światowej, lecz był w tym zakresie podobny do zagranicznych krążowników budowanych w tym okresie, jak brytyjskie typu E i amerykańskie Omaha. Na skutek jednak ograniczenia wyporności i zastosowania siłowni o mocy jak w projektach z I wojny światowej ustępował nowym krążownikom w prędkości. Jego główną wadą okazała się później przestarzała artyleria – pojedyncze działa z maskami pancernymi. Jej rozstawienie było jednak krokiem naprzód w stosunku do wcześniejszych krążowników niemieckich i odpowiadało ówczesnym standardom – dopiero równocześnie projektowane francuskie krążowniki typu Duguay-Trouin miały całą artylerię w wieżach. Należy jednak zaznaczyć, że pierwotny projekt niemiecki zakładał podobne nowoczesne rozmieszczenie ośmiu dział w podwójnych stanowiskach, zwiększające możliwość użycia całej artylerii, lecz nie wyraziła na niego zgody międzysojusznicza komisja nadzoru, będąca pod wpływem francuskim. Okręt miał też dobrą dzielność morską i wytrzymałość kadłuba, umożliwiającą atlantyckie rejsy (w odróżnieniu od późniejszych niemieckich lekkich krążowników). Kolejne niemieckie krążowniki lekkie typu K, projektowane w latach 1924–1925, stanowiły już natomiast całkowite odejście od projektu „Emdena”.

## Opis

### Architektura i konstrukcja kadłuba

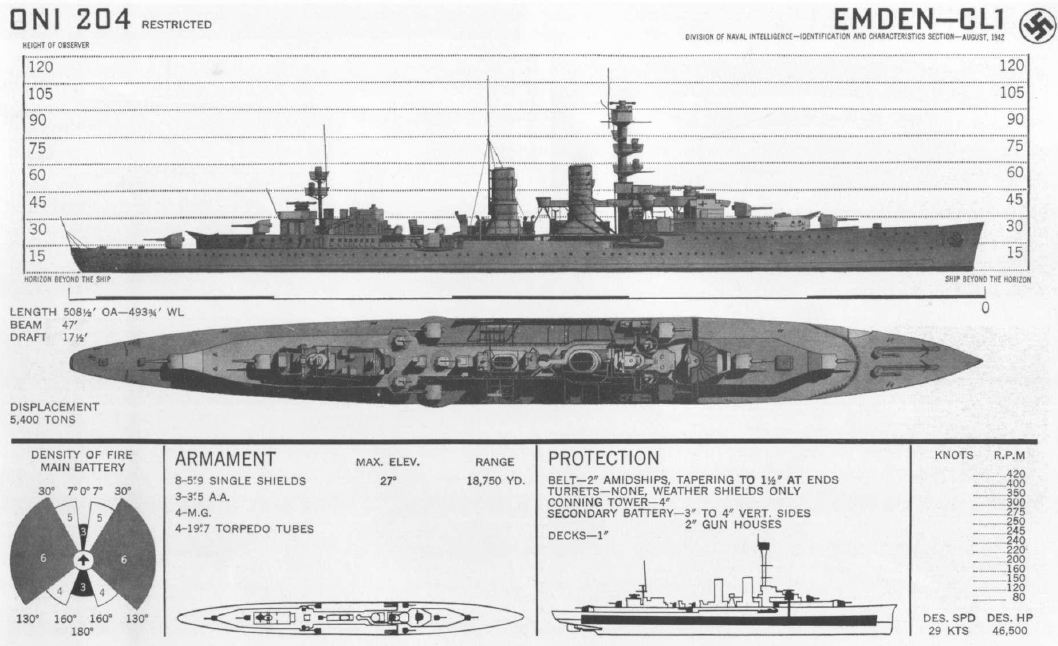
Sylwetka „Emdena” według materiałów amerykańskiego wywiadu – stan z końca lat 30. Poniżej kąt ostrzału artylerii i schemat opancerzenia.

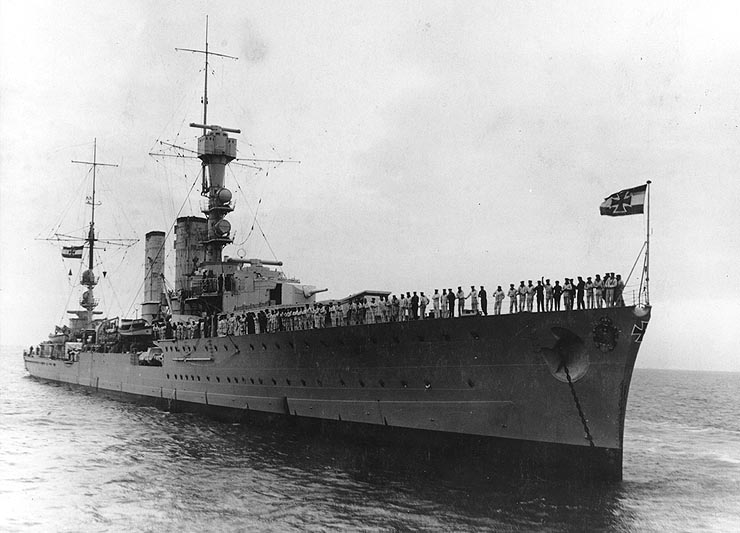
„Emden” około 1928-1930 roku. Widoczne wysokie stengi masztów i wysokie kominy.

„Emden” powtarzał architekturę niemieckich krążowników lekkich z drugiej połowy I wojny światowej, aczkolwiek z ulepszeniami, z których najistotniejszym było ustawienie dwóch dział na dziobie w superpozycji – w dwóch poziomach, na podwyższonym piętrze nadbudówki, a nie obok siebie, co pociągnęło za sobą także podwyższenie i odsunięcie do tyłu nadbudówki dziobowej. Rozwiązanie takie, polepszające użycie uzbrojenia i zmniejszające zalewanie nadbudówki, było wcześniej znane z brytyjskich krążowników typów C (późnych) i D. Ponadto na śródokręciu, w miejsce trzech kominów krążowników typu Cöln, zastosowano dwa kominy. Kadłub miał podwyższony pokład dziobowy na 35% długości, przechodzący na śródokręciu w pokład nadbudówki, ciągnącej się do rufy. Z tyłu nadbudówki dziobowej znajdował się charakterystyczny masywny maszt rurowy ze stanowiskiem kierowania ogniem na szczycie. Pierwotnie maszt ten był wysoki (sięgający 34 m od powierzchni wody), rozszerzający się lejkowato u góry, lecz okazał się zbyt chwiejny i już na początku 1926 roku obniżono go o 7 m i zmieniono formę stanowiska kierowania ogniem. Maszt rurowy miał za stanowiskiem kierowania ogniem wysoką stengę (26-metrową, później 13-metrową). Okręt miał ponadto maszt na nadbudówce rufowej, początkowo wysoki, później obniżony. W 1933/1934 roku po bokach drugiego komina dodano 4-metrowe wsporniki dla anten radiowych, a w 1937 roku zamiast nich dodano maszt na tylnej krawędzi drugiego komina, z rozsuwaną teleskopowo stengą. Krążownicza forma rufy pozostała tak sama, jak na pierwowzorach. Rysunki wskazują natomiast, że zmieniono istotnie kształt dziobnicy pod linią wodną, ze ściętej na tworzącą kąt zbliżony do prostego. Dziobnica nad wodą była lekko sierpowato wygięta, podczas remontu latem 1937 roku zamieniona na prostą lekko skośną. Na samym początku służby drugi komin był niższy od pierwszego, lecz jesienią 1926 roku podwyższono go o 2 metry dla polepszenia odprowadzania spalin. Następnie jednak podczas modernizacji w latach 1933–1934 obniżono oba kominy o 2 metry dla zmniejszenia wysoko położonych mas.
Kadłub miał długość całkowitą 155,1 m, na linii wodnej 150,5 m, a szerokość 14,3 m. Zanurzenie wynosiło od 5,15 m przy wyporności standardowej do 5,93 m przy pełnej. Wyporność konstrukcyjna wynosiła 6056 ton, standardowa 5600 ts (5689 t), a pełna 6990 ts (7102 t). Wysokość kadłuba na śródokręciu od stępki do pokładu górnego wynosiła 8,96 m, a wysokość burt nad wodą na śródokręciu 3,66 m przy normalnej wyporności.
Kadłub dzielił się poprzecznymi grodziami na 23 przedziały wodoszczelne, numerowane od rufy. Podwójne dno rozciągało się od przedziału VI do XVIII, względnie od wręgi 22 do 90. Zajmowało około 56% długości okrętu i mieściło zbiorniki paliwa, wody i olejów. Największymi przedziałami były maszynownie (VIII i X) i rufowa kotłownia (XI). Dziobowy komin zbierał spaliny z mniejszych kotłowni w przedziałach nr XII–XIV, a rufowy z czterech kotłów w przedziale XI. Kadłub wykonany był we wzdłużnym systemie naboru. Odstęp między wręgami wynosił 1350 mm. W konstrukcji po raz pierwszy w okręcie tej wielkości zastosowano częściowo spawanie. Okręt miał dwa ciągłe pokłady na całą długość – główny (pancerny) i górny oraz pokład dziobowy. Główna centrala bojowa znajdowała się pod pokładem pancernym, połączona opancerzonym szybem z wieżą dowodzenia w nadbudówce. Marynarze mieli pomieszczenia w kadłubie na dziobie, podoficerowie na rufie, a oficerowie w nadbudówkach. Załoga wynosiła w czasie pokoju 483 ludzi (19 oficerów), a w 1940 roku 582 ludzi (26 oficerów), natomiast do celów szkolnych 683 ludzi (30 oficerów).

### Uzbrojenie

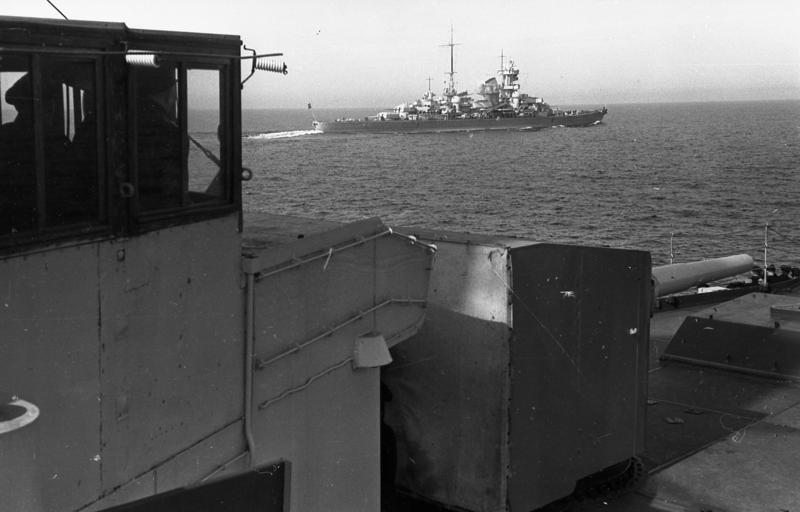
Pomost nawigacyjny i działo nr 2, osłonięte od tyłu pokrowcem. Kwiecień 1940 roku, początek operacji norweskiej (w tle krążownik „Blücher”).

Artylerię główną okrętu tworzyło osiem armat nominalnego kalibru 15 cm – faktycznie 149,1 mm, w pojedynczych stanowiskach osłoniętych maskami pancernymi. Były to wywodzące się z I wojny światowej armaty SK w stanowiskach MPL C/16. Długość działa wynosiła 6710 mm (45 kalibrów – L/45), długość lufy 6326 mm, a prędkość początkowa pocisków 835 m/s. Strzelały one pociskami o masie 45,3 kg, kąt podniesienia luf wynosił od -10° do +27°, a maksymalna donośność do 16 800 m. Zapas amunicji wynosił 120 pocisków na działo. Używano pocisków przeciwpancerno-burzących i burzących. Działa były obsługiwane, ładowane i naprowadzane ręcznie, szybkostrzelność wynosiła 5–7 strzałów na minutę. Masa stanowiska wynosiła 17,1 tony. Zapas amunicji wynosił początkowo 480 pocisków, a od 1933/1934 roku 960 pocisków (120 na lufę). Po dwa działa były umieszczone na dziobie i rufie w dwóch poziomach, dwa działa były umieszczone na pokładzie dziobowym po obu stronach nadbudówki i pozostałe dwa działa na burtach na śródokręciu, za drugim kominem, skierowane ku rufie. Rozmieszczenie artylerii było charakterystyczne dla projektów tego okresu, a dzięki umieszczeniu burtowych dział, ogień w sektorach w kierunku dziobu i rufy mogły teoretycznie prowadzić trzy–cztery działa, natomiast salwę burtową stanowiło sześć dział. Burtowe działa miały przy tym mniejszą praktyczną szybkostrzelność z uwagi na wydłużone linie zaopatrywania ich w amunicję, które było utrudnione podczas złego stanu morza. Amunicja była przechowywana w czterech komorach pod pokładem pancernym, z czterema windami elektrycznymi. Sam kaliber dział był typowy dla krążowników lekkich. Początkowo planowano umieszczenie artylerii w czterech podwójnych półodkrytych stanowiskach w osi okrętu, lecz nie mogło to być zrealizowane z przyczyn politycznych. Również na przełomie lat 20. i 30. rozważano dokonanie modernizacji okrętu z zastosowaniem czterech podwójnych stanowisk i dwóch pojedynczych armat dla pocisków oświetlających, albo czterech wież dwudziałowych, lecz nie doszło ostatecznie do tego. Ponownie taka propozycja została złożona w związku z remontem zaplanowanym na 1940 rok, z wykorzystaniem wież opracowanych dla niszczycieli typu 1936A, ale również nie została zrealizowana.
Podczas wojny, w 1942 roku stare działa SK zamieniono na taką samą liczbę ośmiu dział tego kalibru Tbts KC/36 na stanowiskach Tbts LC/36 z maskami pancernymi, stosowanych na nowych niemieckich wielkich niszczycielach typu 1936A. Długość działa wynosiła 7165 mm (L/48), długość lufy 6815 mm, a kąt podniesienia od -10° do +30°. Strzelały one pociskami burzącymi o takiej same masie 45,3 kg na większą odległość maksymalną 21 950 m. Podstawy te miały napędy mechaniczne. W tej wersji miały one masę 19,5 t.

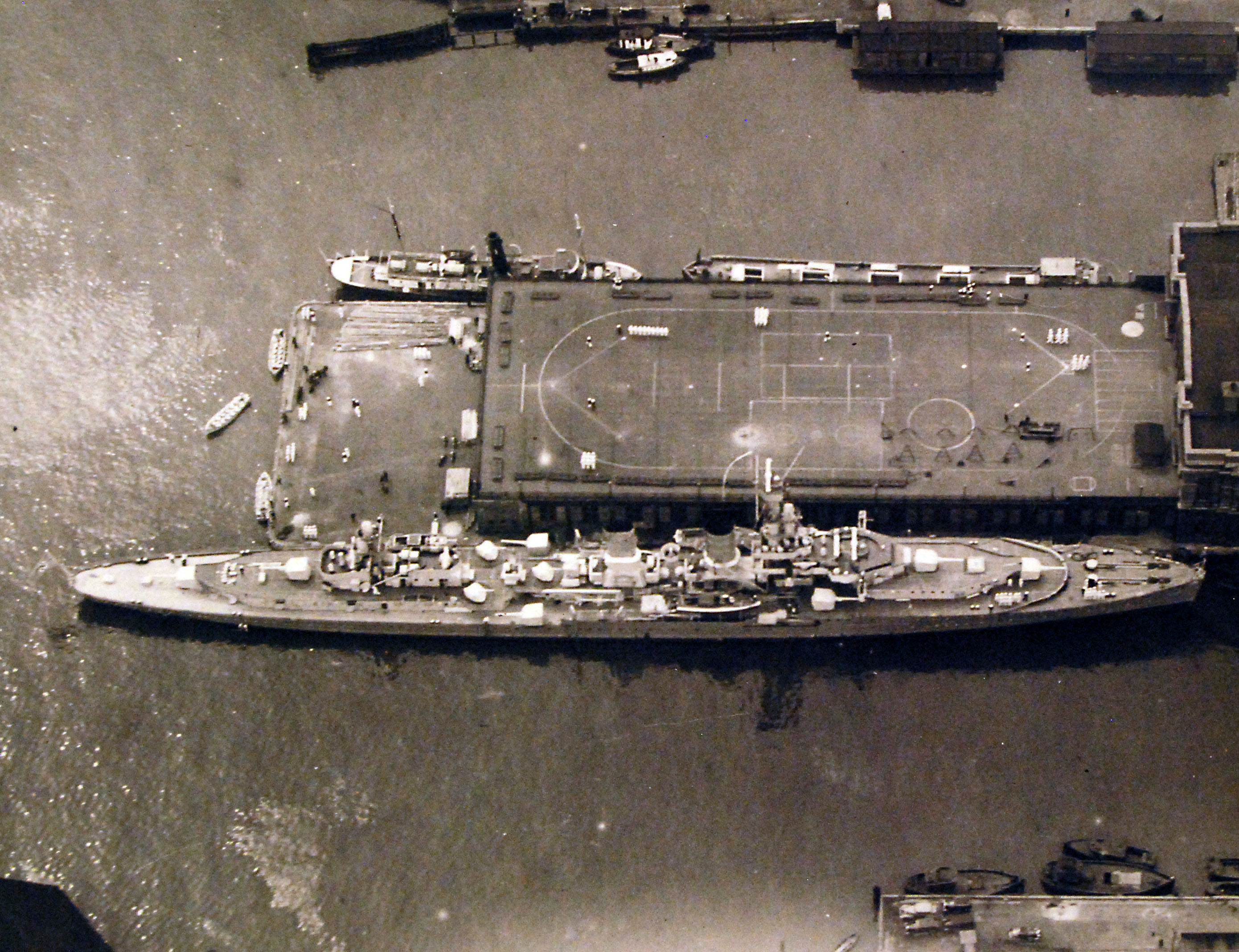
„Emden” w Baltimore, kwiecień 1936 roku. Widoczne rozmieszczenie artylerii, w tym trzech dział przeciwlotniczych na śródokręciu (w pokrowcach).

Uzbrojenie przeciwlotnicze stanowiły początkowo dwa pojedyncze działa kalibru 88 mm C/13, o długości L/45, na podstawach z tarczą ochronną MPL C/13 umieszczonych jedna za drugą na nadbudówce za kominami. W 1934 roku dodano tam trzecie takie działo, rozsuwając dwa z nich bliższe rufy na burty. Ich kąt podniesienia wynosił od -10° do +70° i strzelały one pociskami o masie 9–9,5 kg, osiągając maksymalną donośność w poziomie do 14 100 m, a w pionie do ok. 9150 m. Ich szybkostrzelność sięgała 15 strzałów na minutę. Zapas amunicji do nich wynosił 900, a po dodaniu trzeciego działa, 1200 pocisków. Jesienią 1942 roku planowano zastąpić pojedyncze działa i dwie burtowe armaty 15 cm przez dwie podwójne podstawy nowych dział 88 mm, lecz nie zrealizowano tego zamiaru. Pod koniec lata 1944 roku armaty 88 mm wymieniono natomiast na trzy działa 105 mm SK C/32 na podstawach C/32gE, o długości L/45. Strzelały one pociskami o masie 15,1 kg na maksymalną odległość 15 175 m. Niektórzy autorzy wyrażają jednak wątpliwości, czy doszło do wymiany uzbrojenia.
Dopiero pod koniec lat 30. krążownik otrzymał lekkie uzbrojenie przeciwlotnicze, ale informacje na ten temat są niepewne i rozbieżne w publikacjach. Według niektórych źródeł już w 1938 roku otrzymał dwie, a później cztery armaty 37 mm C/30, lecz jest to wątpliwe. Dopiero tuż przed wybuchem II wojny światowej „Emden” otrzymał 4–6 działek automatycznych 20 mm C/30 na pojedynczych podstawach. Już na początku 1940 roku zainstalowano natomiast dwa czterolufowe stanowiska działek 20 mm C/38 Flakvierling, na platformach po obu stronach nadbudówki rufowej (część publikacji podaje zainstalowanie ich w 1942 lub 1943 roku). Według niektórych publikacji na początku 1943 roku dodano też dwa pojedyncze działka 20 mm na mostku. Przyjmuje się, że w sierpniu–wrześniu 1944 roku dokonano znacznego wzmocnienia uzbrojenia przeciwlotniczego, dodając dwie armaty 40 mm FlaK 28 Bofors na dachu mostka, dwie pojedyncze półautomatyczne armaty 37 mm C/30U, oraz zamieniając pojedyncze działka 20 mm na sześć podwójnych modelu C/38 o większej szybkostrzelności na podstawach LM 44 (łącznie lekkie uzbrojenie stanowiły: 2 armaty 40 mm, 2 armaty 37 mm i 20 działek 20 mm: 2 × IV i 6 × II). Według Breyera nie jest to jednak udokumentowane. Planowano pod koniec wojny dalsze wzmocnienie uzbrojenia przeciwlotniczego i przezbrojenie w dziewięć nowych automatycznych armat kalibru 37 mm Flak 43M, oprócz sześciu podwójnych działek 20 mm, lecz prac tych nie dokończono.
Uzbrojenie uzupełniały cztery wyrzutnie torpedowe kalibru 500 mm w dwóch podwójnych obrotowych aparatach, ustawionych na każdej z burt na pokładzie w rejonie pierwszego komina. Pierwotny projekt zakładał cztery podwójne aparaty, lecz nie zostało to zrealizowane. W 1934 roku zostały zamienione na wyrzutnie nowych standardowych torped kalibru 533 mm. Po modernizacji używano torped parogazowych typu G7a. „Emden” zabierał 12 torped. Uniwersalność okrętu zwiększała typowa dla niemieckich okrętów możliwość zabrania na tory na pokładzie i postawienia aż 120 min, co nie było częstą cechą wśród krążowników innych państw.

### Opancerzenie
Okręt był stosunkowo dobrze opancerzony według charakterystycznego dla niemieckich krążowników lekkich schematu – oprócz burtowego pasa pancernego w rejonie linii wodnej posiadał wewnętrzny pokład pancerny o kształcie zbliżonym do trapezowego w przekroju poprzecznym (jak w krążownikach pancernopokładowych). Pas pancerny o grubości 50 mm rozciągał się na większości długości okrętu (ok. 125 m) i miał wysokość 2,9 m (w tym 1,3 m poniżej linii wodnej). Z przodu pas zamknięty był grodzią pancerną grubości 40 mm. Skosy pokładu pancernego, umieszczonego na wysokości górnej krawędzi pasa pancernego, o długości około 3 m, schodziły do burt pod kątem 40° i stykały się z dolną krawędzią pasa burtowego, zapewniając dodatkową ochronę wnętrza kadłuba przed pociskami penetrującymi burty. Pokład miał grubość 20 mm, a nad komorami amunicyjnymi 40 mm, a boczne skosy 20-40 mm.
Typowo dla niemieckich konstrukcji opancerzona była też wieża dowodzenia w nadbudówce, o ścianach grubości do 100 mm. Jej pancerz poziomy miał grubość 30 mm. Pod wieżą dowodzenia był szyb komunikacyjny pod pokład pancerny, o grubości ścianek 20 mm. Pancerz 20 mm miała też skrzynia wokół maszyny sterowej. Maski dział artylerii głównej miały również opancerzenie grubości 20 mm. Po wymianie dział, podstawy z napędami mechanicznymi miały pancerz 20–40 mm. Ogółem, pancerz miał zabezpieczać kadłub od ognia dział kalibru 152 mm na średnich odległościach. Pancerz wykonany był z tzw. cementowanej stali Kruppa (KC) oraz niecementowanej (KNC), jednakże stal KC użyta była prawdopodobnie tylko na stanowisku dowodzenia.

### Napęd
Okręt napędzały dwa dwustopniowe zespoły turbin parowych z przekładniami redukcyjnymi produkcji zakładów Brown Boveri z Mannheim, o projektowej mocy łącznej 45 900 KM. Zespół składał się z turbiny wysokiego ciśnienia (2435 obr./min) i niskiego ciśnienia (1568 obr./min). Podczas prób osiągnięto moc krótkotrwałą 46 500 KM. Turbiny umieszczone były osobno w dwóch przedziałach za kotłowniami, rozdzielonych wspólnym przedziałem przekładni (moc z lewoburtowej turbiny w tylnym przedziale przenoszona była na przekładnię znajdującą się przed nią, a z turbiny w przednim przedziale – za nią, po czym napęd przenoszony był na wały śrub). W toku projektowania zastąpiono pierwotnie przewidziane turbiny bezpośrednio napędzające śruby na zespoły z przekładniami, dzięki rezerwom masy spowodowanym przez przyjęcie miary wyporności standardowej. Turbiny zasilane były w parę przez 10 kotłów parowych Marynarki, o ciśnieniu roboczym 16 atmosfer. Kotły rozmieszczone były w czterech kotłowniach umieszczonych jedna za drugą w układzie liniowym. Początkowo cztery kotły w kotłowni rufowej były opalane węglem (łączna powierzchnia ogrzewalna 1629 m²), a pozostałe sześć kotłów w trzech mniejszych kotłowniach było opalanych paliwem płynnym (łączna powierzchnia ogrzewalna 3009 m²). W 1934 roku kotły opalane węglem zostały zamienione na łatwiejsze w obsłudze i pozwalające na zwiększenie zasięgu kotły na paliwo płynne, o łącznej powierzchni ogrzewalnej 1800 m². Turbiny z przekładniami redukcyjnymi obracały dwie śruby o średnicy 3,75 m z prędkością do 295 obr./min. Ster był pojedynczy.
Zapas paliwa wynosił początkowo 875 t węgla i 860 t mazutu, po modernizacji 1270 t mazutu. Zasięg wynosił początkowo 6750 Mm przy prędkości ekonomicznej 14 węzłów, a po modernizacji 5300 Mm przy prędkości 18 węzłów. Krążownik mógł osiągać prędkość maksymalną 29,4 węzła. W 1942 roku prędkość maksymalna spadła do 26 węzłów.
Energię elektryczną zapewniały trzy generatory wysokoprężne o mocy łącznej 420 kW (napięcie 220 V).

### Wyposażenie
Okręt miał trzy główne dalmierze dla artylerii o bazie 4 m: jeden na dachu stanowiska dowodzenia w nadbudówce dziobowej, drugi nad opancerzonym stanowiskiem kierowania ogniem na maszcie rurowym, a trzeci na nadbudówce rufowej. Dla dział przeciwlotniczych i wyrzutni torpedowych służyły trzy mniejsze dalmierze: dwa na skrzydłach mostka (3-metrowe) i jeden na nadbudówce rufowej.
Początkowo „Emden” był wyposażony w cztery reflektory do walki nocnej, po dwa na rurowym maszcie dziobowym i maszcie rufowym. W 1942 roku okręt otrzymał radar FuMO-22, na przełomie 1944/1945 roku wymieniony na FuMO-25. Planowano instalację radaru FuMO-26 i pasywnych detektorów promieniowania FuMB-6, lecz nie zostało to wykonane przed końcem wojny.
Okręt miał trzy kotwice dziobowe, z tego dwie w kluzach, a trzecią na pokładzie przy lewej burcie. Na pokładzie przenoszono sześć łodzi różnych rozmiarów. Na przełomie 1939/1940 roku lub 1940/1941 roku zainstalowano na okręcie wzdłuż burt kable demagnetyzacyjne.

## Służba

### Okres międzywojenny

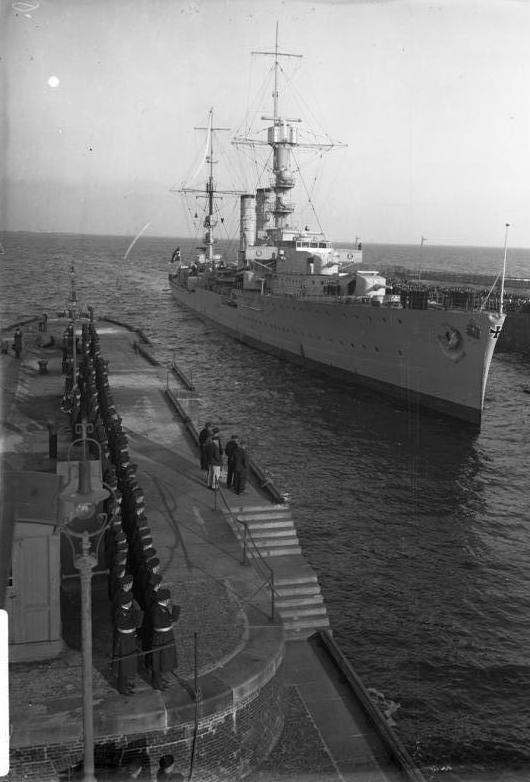
„Emden” powracający do Wilhelmshaven z rejsu dookoła świata, grudzień 1929 roku

Po wejściu do służby 15 października 1925 roku okręt przez kilka lat był najnowocześniejszą dużą jednostką niemieckiej floty i w związku z tym pełnił intensywnie funkcje szkolne i reprezentacyjne. Przed wojną brał udział w aż dziewięciu dalekich rejsach zagranicznych, w tym dwóch dookoła świata, połączonych z prezentacją bandery niemieckiej. Pierwszym dowódcą został komandor Richard Foerster. Jesienią 1926 roku „Emden” po raz pierwszy wziął udział w dużych manewrach marynarki niemieckiej. Zdecydowano następnie przeklasyfikować okręt na krążownik szkolny, do szkolenia kadr oficerskich przyszłej marynarki. Po krótkim pobycie w stoczni, 14 listopada 1926 roku krążownik wyruszył z Wilhelmshaven w swój najdłuższy rejs – dookoła świata w kierunku wschodnim, odwiedzając liczne porty, z którego powrócił 14 marca 1928 roku. Podczas niego okrążył Afrykę i przez Mombasę, Sabang i Padang dotarł 14 marca 1927 roku na Wyspy Kokosowe – miejsce zatopienia pierwszego „Emdena”. Dalej popłynął przez Holenderskie Indie Wschodnie, Japonię, Aleuty, wzdłuż zachodniego wybrzeża obu Ameryk od Alaski na południe i wokół przylądka Horn na Falklandy, upamiętniając stoczoną tam bitwę floty niemieckiej. W drodze powrotnej odwiedził porty wschodniego wybrzeża Ameryki Południowej, Haiti, Azory i Hiszpanię. Rejs nowego krążownika okazał się politycznym sukcesem.
Kolejnym dowódcą został kmdr por. Lothar von Arnauld de la Perière, cieszący się sławą w świecie as podwodny z poprzedniej wojny. Już 5 grudnia 1928 roku „Emden” wyruszył w drugi rejs dookoła świata, przez Morze Śródziemne, Stambuł, Kanał Sueski, Mombasę, Holenderskie Indie Wschodnie, Australię, Nową Zelandię, Fiji, Samoa, Hawaje, San Diego i Kanał Panamski, powracając do Niemiec 3 grudnia kolejnego roku. Już po miesiącu, 13 stycznia 1930 roku krążownik wyszedł w kolejny daleki rejs do basenu Morza Karaibskiego, trwający do 13 maja, odwiedzając m.in. Maderę, Nowy Orlean, Kingston, San Juan, Charleston, Las Palmas. Po powrocie okręt przeszedł remont, a trzecim dowódcą został kmdr por. Robert Witthoeft-Emden (poprzednio oficer torpedowy pierwszego „Emdena” w jego ostatniej bitwie). 1 grudnia 1930 roku okręt wyruszył w czwarty daleki rejs przez Morze Śródziemne i Kanał Sueski do Indii, Azji południowo-wschodniej, Chin i Japonii i z powrotem wokół Afryki, odwiedzając po drodze liczne porty i ponownie Wyspy Kokosowe i powracając 8 grudnia 1931 roku. Po powrocie okręt został przydzielony 1 stycznia 1932 roku do Sił Rozpoznawczych, po czym uczestniczył w ćwiczeniach i manewrach na wodach niemieckich. Między 21 lutego a 15 marca 1933 roku udał się w rejs ćwiczebny na Atlantyk razem z nowym krążownikiem „Leipzig”, odbywając strzelania ćwiczebne i odwiedzając Funchal na Maderze i Las Palmas na Wyspach Kanaryjskich.

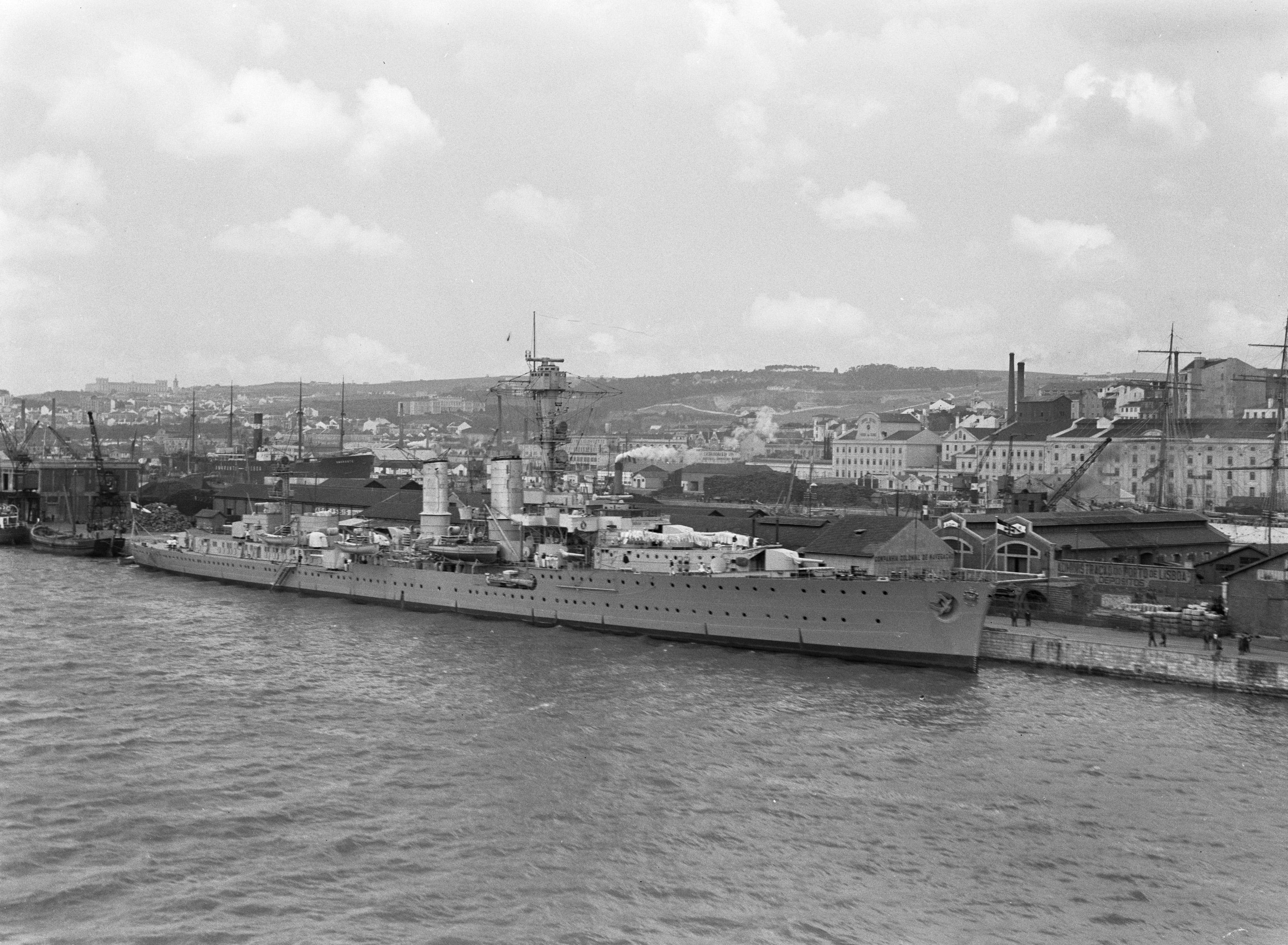
„Emden” w Lizbonie, maj 1935 roku. Widoczna oryginalna wygięta dziobnica i działo przeciwlotnicze na stanowisku burtowym.

Po powrocie „Emden” został 1 kwietnia 1933 roku wycofany ze służby i skierowany do remontu połączonego z modernizacją w macierzystej stoczni w Wilhelmshaven, podczas którego między innymi kotły węglowe zamienione na opalane ropą, zlikwidowano zasobnie węglowe i obniżono kominy. 29 września 1934 roku okręt powrócił do stanu czynnego floty. Jego dowódcą wówczas został kmdr por. Karl Dönitz, późniejszy dowódca Kriegsmarine. 10 listopada 1934 roku krążownik znowu wyszedł w rejs wokół Afryki do Azji Południowo-Wschodniej, osiągając Cejlon i Cochin w Indochinach i wracając przez Kanał Sueski i porty Morza Śródziemnego, Teneryfę, Lizbonę i Vigo. Do Wilhelmshaven powrócił 14 czerwca 1935 roku. Dönitz dowodził krążownikiem do sierpnia – kolejne zmiany dowódców następowały później praktycznie co rok, przy czym z 16 dowódców krążownika w toku jego kariery, aż 12 otrzymało później stopnie admiralskie. 23 października tego samego roku krążownik wyszedł w szósty rejs, przez Azory, Wenezuelę, Kanał Panamski na Hawaje i z powrotem tą drogą, a następnie do Baltimore i Montrealu. Po dłuższym pobycie w hiszpańskim Pontevedra, do Niemiec powrócił 11 czerwca 1936 roku.
W siódmym rejsie rozpoczętym 16 października 1936 roku „Emden” popłynął po raz pierwszy na Morze Czarne, odwiedzając Warnę, gdzie wizytował go car Borys III, po czym przez Kanał Sueski popłynął ponownie do Azji południowo-wschodniej, Chin i Japonii, wracając tą samą drogą. W drodze powrotnej krążownik przez krótki czas pełnił służbę patrolową na śródziemnomorskich wodach Hiszpanii, ogarniętej wojną domową, w ramach Komitetu Nieinterwencji, w oparciu o port Algeciras (faktycznie wspomagając blokadę Republiki). Do Niemiec powrócił 23 kwietnia 1937 roku. 11 października 1937 roku „Emden” wyszedł w ósmy rejs, ponownie pełniąc po drodze w dniach 16–18 października służbę patrolową na wodach Hiszpanii. Następnie ponownie przez Kanał Sueski dotarł do Azji południowo-wschodniej, docierając najdalej do Surabai i odwiedzając między innymi Marmagao i Massawę. W drodze powrotnej, między 14 a 21 marca 1938 roku dowódca „Emdena” kmdr Leopold Bürkner pełnił obowiązki dowodzącego niemiecką flotą na wodach hiszpańskich. Krążownik wrócił do Niemiec 23 kwietnia 1938 roku, zawijając po drodze do Amsterdamu.
26 czerwca 1938 roku okręt wyszedł w ostatni daleki rejs, tym razem początkowo na północ: przez wody norweskie do Reykjavíku na Islandii, następnie przez Azory na Bermudy. W związku z kryzysem sudeckim okręt otrzymał 28 sierpnia rozkaz powrotu do Niemiec, dokąd zawinął 10 października. Ewentualne wykorzystanie okrętu jako rajdera w razie wojny, wzorem pierwszego „Emdena”, nie było przewidywane, z uwagi na niższą prędkość i słabsze uzbrojenie od nowych alianckich krążowników. Spadek napięcia w Europie pozwolił na kontynuowanie rejsu szkolnego i w listopadzie „Emden” wyruszył na Morze Śródziemne i Morze Czarne, gdzie odwiedził Konstancę i ponownie Warnę. Podczas postoju w dniach 12-18 listopada w Warnie dowódca wziął w odsłonięciu pomnika marynarzy z niemieckiego okrętu podwodnego UB-45, który zatonął tam w 1916 roku, oraz ponownie wizytował go car Borys III. Okręt reprezentował Niemcy w uroczystościach pogrzebowych Mustafy Kemala Atatürka w Stambule w dniach 19–23 listopada, po czym wrócił do Niemiec 16 grudnia 1938 roku. Po tym pozostawał już na wodach europejskich, a w marcu–kwietniu 1939 roku popłynął jeszcze do Reykjavíku w ramach zadań ochrony rybołówstwa.

### II wojna światowa

#### 1939–1940: Morze Północne i Norwegia

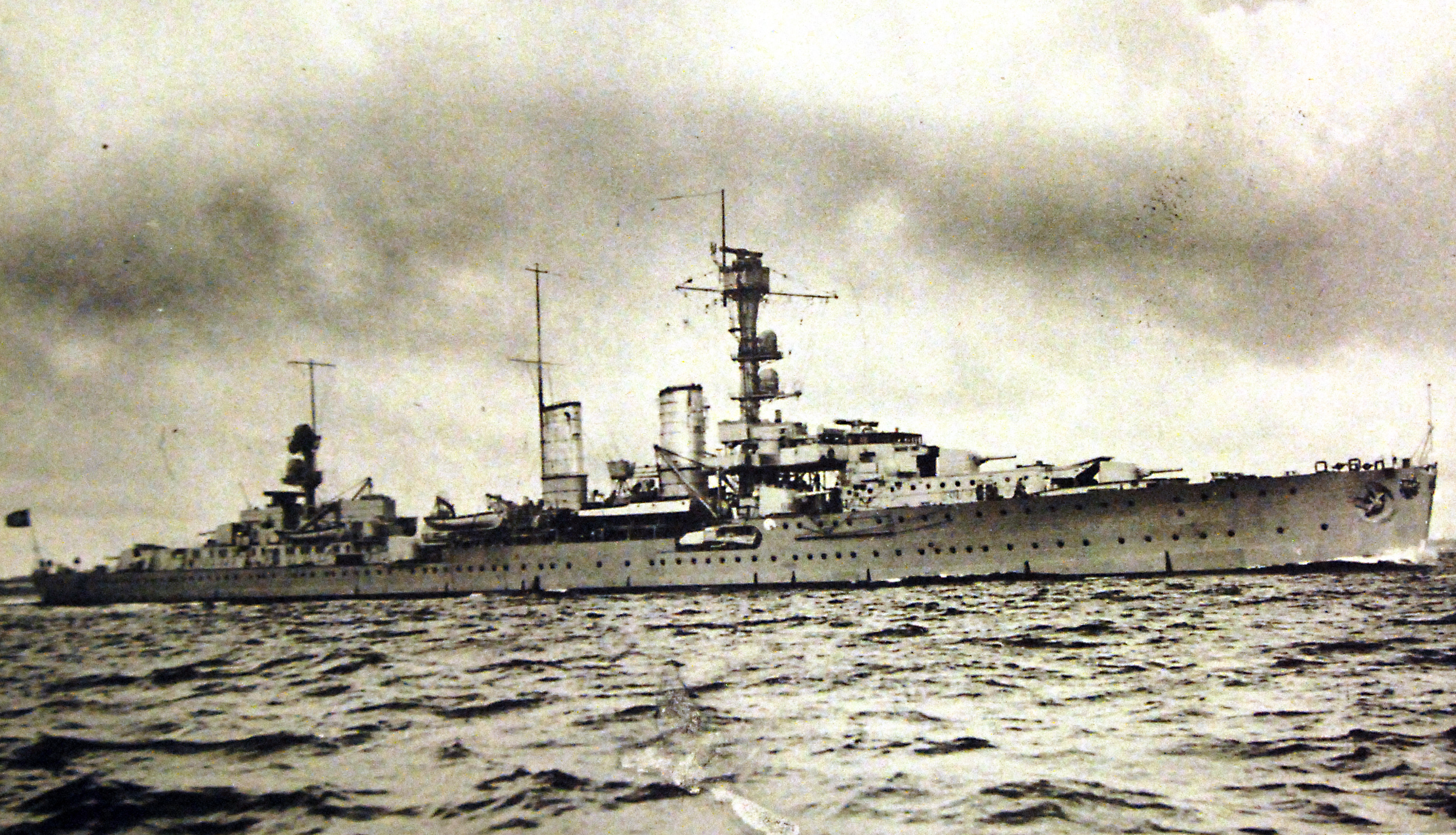
„Emden” w 1937 roku. Widoczny dodany maszt za kominem.

Po wybuchu II wojny światowej 1 września 1939 roku okręt został ponownie włączony w skład Sił Rozpoznawczych. Wszedł do działań bojowych już 3 września 1939 roku, stawiając zagrodę minową w ramach operacji Westwall na Morzu Północnym. 4 września wieczorem w bazie Wilhelmshaven był celem pierwszego brytyjskiego nalotu tej wojny. Głównym celem ataku 10 bombowców Blenheim IV 107. i 110. Dywizjonu RAF był krążownik ciężki „Admiral Scheer” na redzie, który nie odniósł większych uszkodzeń, lecz jeden samolot zaatakował „Emdena”, manewrującego w porcie z pomocą holowników. „Emden” odniósł powierzchowne uszkodzenia od odłamków bomb oraz upadku samolotu Blenheim zestrzelonego przez własne działko 20 mm (bosmanmat Diezelsky). Samolot ten, będąc już uprzednio uszkodzony, atakował od dziobu, po czym trafienia z działka oderwały mu prawy silnik i w konsekwencji niesterowny samolot uderzył w lewą burtę, a zrzucone przed tym dwie bomby wybuchły w odległości kilkunastu metrów po prawej burcie. W publikacjach rozpowszechniona jest błędna informacja, podkreślająca zbieżność nazwiska, że w krążownik uderzył pilot samolotu 110 Dywizjonu o nazwisku Emden. Krążownik był jednak faktycznie atakowany przez samolot 107 Dywizjonu pilotowany przez F/O Herberta Lightollera lub przez P/O W. Murphy′ego. Zginęło 11 członków załogi, w tym dwóch oficerów, a 30 osób odniosło rany. Uszkodzeniom uległa burta, część pomieszczeń w kadłubie (gabinet dentystyczny i mesa podoficerska), a od odłamków: kominy, nadbudówka dziobowa, wszystkie reflektory i wyrzutnia torpedowa, przy czym pomimo ośmiu przebić w wyrzutni, nie doszło do wybuchu torped. Po nalocie wyrażano jednak opinię, że samolot już był wcześniej uszkodzony i gdyby nie został zestrzelony, uderzyłby w mostek okrętu, powodując większe zniszczenia. Naprawy przeprowadzono w ciągu tygodnia, po czym krążownik podporządkowano dowódcy morskiemu Gdańska i skierowano do służby dozorowej i kontroli żeglugi na Bałtyku. Między 2 grudnia a 3 stycznia kolejnego roku okręt przeszedł remont w Wilhelmshaven.
„Emden” następnie wziął udział w ataku na Norwegię (operacji Weserübung) w kwietniu 1940 roku, w zespole nr 5 kontradmirała Kummetza, skierowanym do zajęcia stolicy Oslo, z krążownikami ciężkimi „Blücher” i „Lützow”. „Emden” transportował na pokładzie desant 600 żołnierzy. Podczas akcji w Oslofiordzie w nocy 8/9 kwietnia, część żołnierzy została wysadzona na brzeg przy pomocy kutrów trałowych, opanowując baterię nadbrzeżną w Rauøy, a część została skierowana na bazę w Horten. Po zatopieniu „Blüchera” przez norweskie baterie nadbrzeżne, „Emden” oddał w ich kierunku kilka strzałów. Dopiero 10 kwietnia okręt wszedł do Oslo, po czym pozostał tam, pełniąc służbę zabezpieczającą i węzła łączności dla niemieckich sił do 7 czerwca. Jako jeden z nielicznych niemieckich ciężkich okrętów nie odniósł żadnych uszkodzeń w kampanii norweskiej. Następnie powrócił do Niemiec, z przeznaczeniem dla celów szkolnych. Między 7 listopada 1940 a 15 lutego 1941 roku przeszedł remont w stoczni Deutsche Werke w Kilonii.

#### 1941–1943: atak na ZSRR i służba szkolna na Bałtyku

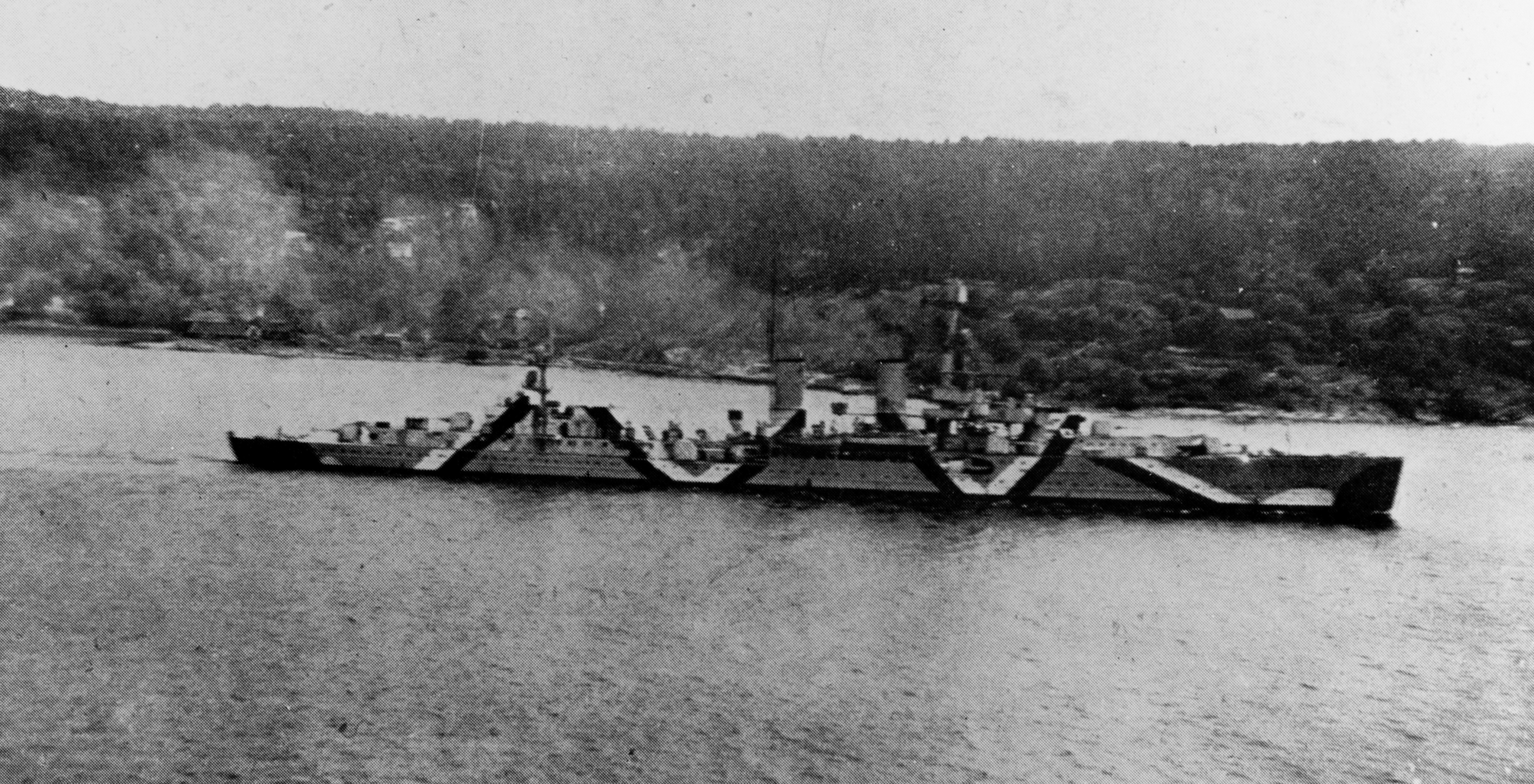
„Emden” w kamuflażu wojennym w Oslofiordzie, 1941 rok

W czerwcu i lipcu 1941 roku „Emden” operował ponownie na wodach Oslofiordu, bazując w Oslo i Horten. Po ataku na ZSRR, we wrześniu 1941 roku wszedł wraz z drugim szkolnym krążownikiem „Leipzig” i torpedowcami w skład południowej grupy Floty Bałtyckiej (Baltenflotte), utworzonej czasowo przez Niemców w celu przeciwdziałania ewentualnym próbom przedarcia się nawodnych okrętów radzieckich z Zatoki Fińskiej. 23 września oba krążowniki opuściły Świnoujście i skierowały się na wschodni Bałtyk, po czym 26 i 27 września ostrzeliwały pozycje lądowe na półwyspie Sworbe na wyspie Sarema nad Zatoką Ryską. „Emden” pierwszego dnia wystrzelił 255 pocisków 15 cm i 48 pocisków 88 mm (według innych publikacji, 245 pocisków). 27 września po 9 rano okręty odparły atak czterech radzieckich kutrów torpedowych kapitana marynarki Gumanienki, niszcząc jeden z nich (numer 24, wcześniejszy TKA-83, typu G-5), a następnie kontynuowały bombardowanie. „Emden” pierwszy spostrzegł kutry torpedowe i wystrzelił do nich 178 pocisków (więcej, niż nowszy i posiadający liczniejszą artylerię „Leipzig”), a do celów brzegowych 217 pocisków. Powrócił po tym epizodzie bojowym do celów szkolnych.
Między czerwcem a listopadem 1942 roku okręt przeszedł remont w macierzystej stoczni, podczas którego wymieniono działa głównego kalibru na nowsze, o większej donośności. „Emden” wyposażono też wtedy w radar. Z powodu braku większej liczby dużych okrętów, pod koniec tego roku dowództwo Kriegsmarine zdecydowało wycofać w marcu 1943 roku krążownik od zadań szkolnych i dozbroić go w broń przeciwlotniczą, po czym w sierpniu skierować go do działań na dalekiej północy, lecz nie doszło do tego, gdyż po „bitwie noworocznej” Hitler zakazał dalszego używania okrętów nawodnych i 16 lutego 1943 roku anulowano plany modernizacji. „Emden” używany był po tym nadal do szkolenia na Bałtyku. W lutym 1943 roku na Zatoce Gdańskiej został trafiony własną wystrzeloną torpedą ćwiczebną (bez głowicy bojowej), która doznała awarii żyroskopu, odnosząc na skutek tego niewielkie uszkodzenia, po czym był naprawiany w doku w Gdańsku.

#### 1944–1945: końcowe działania wojny
Dopiero we wrześniu 1944 roku zdecydowano użyć okrętu ponownie bojowo do stawiania obronnych zagród minowych w Skagerraku. Przed tym, w sierpniu – wrześniu wzmocniono jego uzbrojenie przeciwlotnicze, wymieniając trzy armaty kalibru 88 mm na 105 mm i montując nowe małokalibrowe działka, w tym dwa 40 mm Bofors. 11 września „Emden” wypłynął ze Świnoujścia na zachód. Został następnie okrętem flagowym zespołu jednostek minowych operujących z bazy Horten na południu Norwegii. 19–21 września brał udział w stawianiu zagrody Klaudius, 1–2 października zagrody Caligula, a 5–6 października zagrody Vespasia. Działał następnie nadal na wodach południowej Norwegii, głównie Oslofiordu. 9 grudnia 1944 roku „Emden” wszedł jednak w Oslofiordzie na skały, z których uwolnił się dopiero następnego dnia, doznając uszkodzeń dna. Został wówczas skierowany na remont do stoczni Schichau w Königsbergu, dokąd przepłynął w dniach 23–25 grudnia.
Na skutek postępów Armii Czerwonej i jej podejścia 21 stycznia na 40 kilometrów od Königsbergu, zdecydowano o ewakuacji okrętu, mimo nieukończonego całkowicie remontu. W nocy na 25 stycznia 1945 roku „Emden” został przeholowany do Piławy, ewakuując przy tym na pokładzie szczątki marszałka Hindenburga i jego małżonki z wysadzonego mauzoleum w Tannenbergu. Zabrał też z Königsbergu uchodźców. W Piławie kontynuowano prace naprawcze, uruchamiając jedną turbinę. 30 stycznia okręt przeszedł do Gdyni (wówczas Gotenhafen), gdzie ponownie zamontowano na nim zdjętą wcześniej artylerię. 2 lutego wyszedł do Kilonii pod eskortą torpedowca T-11 i okrętów pomocniczych, mogąc rozwijać tylko prędkość 10 węzłów, docierając do celu bez przeszkód 6 lutego.
W Kilonii okręt został skierowany do dalszego remontu w stoczni Deutsche Werke, w której jednak został następnie uszkodzony na skutek nalotów brytyjskiego lotnictwa. 11 lub 12 marca bomby zapalające spowodowały pożar nadbudówki, 3 kwietnia bomba przebiła pokład i wybuchła w kotłowni nr 3, a ostatecznie podczas silnego nalotu w nocy 9/10 kwietnia doszło do uszkodzeń kadłuba. Po kolejnym nalocie 13/14 kwietnia uszkodzony okręt został odholowany i osadzony na płyciźnie w zatoce Heikendorfer Bucht (część Zatoki Kilońskiej koło Heikendorfu). 26 kwietnia został oficjalnie wycofany ze służby i opuszczony przez załogę. 3 maja, krótko przed kapitulacją Niemiec, dokonano na nim zniszczeń wewnątrz przy pomocy materiałów wybuchowych. Okręt zatonął w rejonie pozycji 54°22′N 10°10′E/54,366667 10,166667. Wrak został rozebrany na miejscu po wojnie, do 1948 lub według innych informacji 1950 roku.

### Dowódcy
| Stopień, nazwisko                         | początek             | koniec               |
| KzS Richard Foerster                      | 15 października 1925 | wrzesień 1928        |
| FK / KzS Lothar von Arnauld de la Perière | wrzesień 1928        | 11 października 1930 |
| FK / KzS Robert Witthoeft-Emden           | 11 października 1930 | marzec 1932          |
| FK Werner Grassmann                       | marzec 1932          | kwiecień 1933        |
| FK Karl Dönitz                            | wrzesień 1934        | wrzesień 1935        |
| KzS Johannes Bachmann                     | wrzesień 1935        | sierpień 1936        |
| KzS Walter Lohmann                        | sierpień 1936        | czerwiec 1937        |
| FK / KzS Leopold Bürkner                  | lipiec 1937          | czerwiec 1938        |
| KzS Paul Wever                            | czerwiec 1938        | maj 1939             |
| KzS Werner Lange                          | maj 1939             | 26 sierpnia 1940     |
| KzS Hans Mirow                            | 27 sierpnia 1940     | lipiec 1942          |
| KzS Friedrich Traugott Schmidt            | lipiec 1942          | wrzesień 1943        |
| KzS Hans Henigst                          | wrzesień 1943        | luty 1944            |
| FK / KzS Hans-Eberhard Meisner            | luty 1944            | styczeń 1945         |
| KzS Wolfgang Kähler                       | styczeń 1945         | kwiecień 1945        |
| FK Ernst Wickmann (pełniący obowiązki)    | marzec 1945          | kwiecień 1945        |

KzS – Kapitän zur See – komandor, FK – Fregattenkapitän – komandor porucznik

## Okręt w kulturze
Krążownik pojawił się w grze War Thunder, jako jeden z niemieckich okrętów floty pełnomorskiej.